# Thaumastocoris australicus
Thaumastocoris australicus là một loài côn trùng trong họ Thaumasticoridae. Loài này được Kirkaldy miêu tả khoa học đầu tiên năm 1908.
Đây là loài gây hại của cây Acacia cunninghami, phát triển phổ biến ở Nam Phi.